# Dalos Anna
Dalos Anna Erzsébet (Budapest, 1973. január 12. –) Szabolcsi Bence-díjas magyar zenetörténész és -kritikus, az úgynevezett új zenetudomány művelője. Kutatásai középpontjában a 20. századi magyar zene története, különösen Kodály Zoltán és „iskolája” munkássága áll. 
Dalos György író és Rimma Vlagyimirovna Truszova költőnő leánya. Csengery Kristóf költő, zenetörténész felesége.

## Élete
1993 és '98 között tanult a Zeneakadémia zenetudományi szakán, majd 2002-ig az intézmény doktori iskolájában, közben Bécsben és Berlinben ösztöndíjjal kutatott. 2005-ben szerzett doktori fokozatot.
1995-től az MTA Zenetudományi Intézetének munkatársa. 2007-ben beválasztották a Magyar Zenetudományi és Zenekritikai Társaság elnökségébe.
Kritikái, cikkei főként a Holmiban és a Muzsikában jelennek meg. Több címszót írt a legnagyobb zenei lexikonba, a német Musik in Geschichte und Gegenwartba. 2025-ben Akadémiai Díjban részesült.

## Publikációi

### Könyvei
- Kósa György. Budapest, 1999. Mágus Kiadó. ISBN 963827834X [angolul is]
- Maros Rudolf. Budapest, 2001. Mágus Kiadó. ISBN 9638278927 [angolul is]
- Kadosa Pál. Budapest, 2003. Mágus Kiadó. ISBN 9639433152 [angolul is]
- Forma, harmónia, ellenpont. Vázlatok Kodály Zoltán poétikájához. Budapest, 2007. Rózsavölgyi és Társa. ISBN 9789638700780 [doktori disszertációjának könyvváltozata]
- Kodály és a történelem. Tizenkét tanulmány. Budapest, 2015. Rózsavölgyi és Társa. ISBN 9786158007191
- Ajtón lakattal. Zeneszerzés a Kádár-kori Magyarországon (1956–1989). Budapest, 2020. Rózsavölgyi és Társa. ISBN 9786158131414

Számos könyvrészlet

### Tanulmányok
- Találkozás egy fiatalemberrel (Kodály Zoltán „Páva-variációi”-ról) Holmi, 2007. június
- Talált tárgyak és zeneszerzés-történeti paradigmaváltás Magyar Egyházzene XX (2012/2013) 391–403.